# Hans Stuck
Hans Stuck (Varšava, tada Rusko Carstvo, danas Poljska, 27. prosinca 1900. – Grainau, Bavarska, Njemačka, 9. veljače 1978.) je bio njemački vozač automobilističkih utrka i otac Hansa-Joachima Stucka.
Trkačku karijeru započeo je 1922. godine, a u Europskom automobilističkom prvenstvu se natjecao od 1932. do 1939. U Formuli 1 je nastupao od 1951. do 1953., no nije uspio osvojiti bodove.

## Vanjske poveznice
- Hans Stuck - Stats F1